# الیسین فیلدز (تگزاس)
الیسین فیلدز، تگزاس(به انگلیسی: Elysian Fields, Texas) شهری در ایالت تگزاس از ایالات جنوبی ایالات متحده آمریکا است.